# 齐周华
齊周華（1698年—1767年），字漆若，號巨山，浙江天台县人。与其叔齐召南齐名。
雍正八年（1730年）徒步至刑部呈《救呂晚村先生悖逆凶悍一案疏》，要求释放吕留良的子孙，刑部将疏退浙江抚台处理，被押解回浙，严加看管。乾隆元年（1736年）得赦出狱，漫游五岳名山。乾隆三十二年（1767年）十月官府对其书籍进行审查，发现其中有《狱中祭吕留良》一文，推崇吕留良，“比之伯夷、叔齊、孟子”。同年十二月二十日（1月20日），乾隆帝谕令将齐周华凌迟处死。齐召南、李绂、谢济世、沈德潛等受此牽連。
浙人将齐周华、黄宗羲、吕留良、杭世骏合称四贤。著有《名山藏副本初集》（今存世）等十余种著作。